# Бельово
Бѐльово е село в Югозападна България. То се намира в община Сандански, област Благоевград.

## География
Бельово се намира на 40 километра югоизточно от град Сандански. Разположено е в западните склонове на Южен Пирин на надморска височина около 700 метра. Селото е едно от най-северните села в историко-географската област Мървашко. Климатът е преходно-средиземноморски с известно планинско влияние. Средната годишна валежна сума е около 700 милиметра на m². Южно, край селото тече Бельовска река (от поречието на река Пиринска Бистрица). Почвите са предимно излужени канелени горски.
Селото е купно. Има кадастрален и регулационен план.

## История
Землището на Бельово е заселено от дълбока древност. В местността Дворището западно от селото има останки от антично селище. В местността Бельовско полене също западно от селото са запазени следи от късната античност и Средновековието. Останки от селища, съществували през античността, Средновековието и османския период, са открити западно от селото в местностите Рамнището и Стражица, и източно, в местността „Свети Илия“. В района са намерени надгробни мраморни плочи от II – III век след Христа и плоча с посвещение на Тракийския конник от 221 г.
Съществуват различни народни предания относно произхода на селото. Според едно предание като пръв заселник на сегашното село се счита Бельо (Гяур Бельо). Той, преоблечен като невеста убива бея на Мелник и спасява годеницата си от поругаване. После побягва в планината и основава селото, което почва да носи неговото име. Друго народно предание свързва името на селото с наличието на варовик в околностите му, от който се произвеждала вар. Така този бял строителен материал дал името на селото – Бельово.
Първите писмени сведения за Бельово са в османски регистри от 1611 – 1617 г. и 1623 – 1625 г., в които селото е споменато със съответно 93 и 80 немюсюлмански домакинства. През XIX век наред със земеделието и животновъдството се развиват и железодобивът, железообработката и свързаните с тях въглярство. Край Бельовска река е имало пехци и самокови. Рудата е била закупувана основно от селата Каракьой, Неврокопско, и Кърчово и Крушево, Демирхисарско. Полученото желязо се обработвало в 2 – 3 работилници (кузни). Изработваните желязо на пръти, палешници, мотики, подкови, дикли и др. се продавали в градовете Валовища, Сяр и Солун. През втората половина на XIX век, поради силната конкуренция на западноевропейската металургия на османския пазар, повечето занаяти, свързани с металодобивът и металообработването, западат.
През 1872 или 1873 година в селото е построена църквата „Свети Атанасий“, изписана от българския зограф Милош Яковлев.
През XIX век Бельово е чисто българско селище, числящо се към Демирхисарска кааза. В „Етнография на вилаетите Адрианопол, Монастир и Салоника“, издадена в Константинопол в 1878 година и отразяваща статистиката на населението от 1873, Белово (Biélovo) е посочено като село със 160 домакинства, като жителите му са 550 българи.
В 1891 година Георги Стрезов пише за селото:
| „ | Белово, по същата посока 1 час нещо от Голешово. Планинско място; главното занимание скотовъдство. В това село има и един самоков. В църквата четат по български; има и смесено училище с 40 ученика. 120 къщи българе. | “ |

Според известната статистика на Васил Кънчов („Македония. Етнография и статистика“) към 1900 година в селото живеят 820 българи-християни.
Според статистиката на секретаря на Българската екзархия Димитър Мишев („La Macédoine et sa Population Chrétienne“) в 1905 година Бельово вече се числи към Мелнишка кааза. Християнското население на селото се състои от 1280 българи екзархисти. В селото работи 1 българско начално училище с 1 учител и 37 ученици.
Преди Балканските войни селото е посетено от бележития български поет Пейо Яворов, който участва по това време в чета на ВМОРО.
Бельово е освободено от османска власт през Балканската война в 1912 година. При избухването на Балканската война девет души от Бельово са доброволци в Македоно-одринското опълчение.
Поминъкът на населението през периода 1912 – 1918 г. са земеделието и животновъдството. Възобновява се и производството на дървени въглища, които се продават в околните села и градове. През 1936 г. е построена и църквата „Успение Богородично“ в центъра на селото.

## Население

### Демография през годините
От края на 50-те години на ХХ век, главно заради колективизацията на селското стопанство, населението бързо намалява. Жителите на Бельово се изселват главно в село Катунци, градовете Петрич, Сандански, Благоевград. Броят на населението през годините варира по следния начин:
- 1920 г. – 751 жители
- 1926 г. – 756 жители
- 1934 г. – 722 жители
- 1946 г. – 806 жители
- 1956 г. – 804 жители
- 1965 г. – 413 жители
- 1975 г. – 119 жители
- 1985 г. – 55 жители
- 1992 г. – 30 жители

### Етнически състав
Преброяване на населението през 2011 г.
Численост и дял на етническите групи според преброяването на населението през 2011 г.:
|                     | Численост |
| Общо                | 5         |
| Българи             | 5         |
| Турци               | -         |
| Цигани              | -         |
| Други               | -         |
| Не се самоопределят | -         |
| Неотговорили        | -         |

## Културни и природни забележителности
В Бельово има две църкви – централната – „Успение Богородично“ и по-старата „Свети Атанасий“, която местните хора считат за манастир. „Успение Богородично“ е изградена в периода 1927 – 1936 година от майстор Кочо Тодоров на мястото на по-стар храм. Тя е една от най-големите църкви в Югозападна България. В землището на селото има и няколко стари параклиса – „Свети Димитър“, „Свети Илия“, „Свети Костадин“ и „Света Петка“, като първите три са възобновени.
Селището разполага с множество образци на възрожденската архитектура, но понастоящем огромна част от нея вече е загубена, поради запустяването на селото. Голяма част от сградите са типологично повлияни от родопската къща. Има и няколко реставрирани къщи, собственост на частни лица.
През 80-те години на миналия век в село Бельово се снимат части от филма „Мера според мера“.

### „Свети Атанасий“
Храмът „Свети Атанасий“ е разположен югозападно от селото в живописна местност на един остър хълм, заобиколен от пропаст. Той е еднокорабен, едноапсиден с каменен градеж. Обявен е за паметник на културата. Архитектурните особености дават основание да се смята, че първоначално е бил параклис. По-късно от запад е направен притвор, а над него е изградена училищна постройка, която днес е разрушена.
Запазена е цялата възрожденска украса на църковния интериор – предимно стенописи, както и оцветен касетиран таван с изображението на Христос Вседържител в централен медальон. Стенописите покриват цялото вътрешно пространство на храма. Над страничния вход на храма съществува възпоменателен надпис, от който се разбира, че живописта е дело на зограф Милош Яковлев.
Като цяло програмата на стенописите в храма „Св. Атанасий“ в село Бельово се състои от стандартни композиции и от общоприетите и почитани в православния свят светци. Местоположението на някои теми в църковния интериор, като поместването на „Страшният съд“ на западната стена и изписването на старозаветните сюжети в олтара, се следва от зографите и в следващите им творби. В интерпретирането на религиозните сюжети ярко проличава творческата индивидуалност на автора. Изображенията са раздвижени с ярък колорит и много битови подробности. Стилът на работа на Милош Яковлев е специфичен и трудно може да се сравни с работилите по същото време зографи.
Датираната в два възпоменателни надписа стенна живопис от 1873 и 1874 г., дава основание да се счита, че стенописите в този храм са най-ранното известно произведение на майсторите от зографската фамилия Минови, произхождаща от мияшкото дебърско село Галичник, Западна Македония. Църквата има и интересен иконостас, дело на същия зограф.

## Редовни събития
Всяка година на 15 август се чества празника на църква „Успение Богородично“. На този празник се събират много хора, прави се курбан за здраве и се даряват вещи на църквата, които се разпродават на специално организиран търг, като събраните средства се използват за ремонтиране и поддържане на църквата.

## Личности
Родени в Бельово
- Атанас Заяков (? – 1922), деец на БКП
- Васил З. Карагьозов (1853 – 1935), български опълченец
- Васил С. Ангелов, македоно-одрински опълченец, 4 рота на 5 одринска дружина[12]
- Иван Ангелов, македоно-одрински опълченец, 25-годишен, 4 рота на 5 одринска дружина, носител на орден „За храброст“ IV степен[13]
- Михаил Алексов, македоно-одрински опълченец, 23-годишен, фурнаджия, основно образование, 3 рота на 14 воденска дружина[14]
- Михаил Якимов, български революционер, деец на ВМОРО, загинал преди 1918 г.[15]
- доц. д-р Никола Илиев Лазаров, основател на икономическия факултет на ЮЗУ „Неофит Рилски“, Благоевград
- адвокат Илия Иванов Тутев – граничен офицер, началник на гранична застава, дългогодишен съветник на Людмила Живкова в Комитета по културата.

Починали в Бельово
- Ангел Поповчев (1868 – 1905), български революционер от ВМОРО

Свързани с Бельово
- Валентин Дъртилов (р. 1967), български футболист, по произход от Бельово
- Иван Ангелов Чоков (? – 1922), кмет на село Бельово, убит по време на Неврокопска акция на ВМРО .[16]